# Torre OTE
La torre OTE (in greco πύργος του ΟΤΕ?) è uno dei simboli della città di Salonicco, e prende il nome dalla compagnia di telecomunicazioni greca OTE. Si trova fra i padiglioni della fiera dove ogni anno si organizza la Fiera Internazionale di Salonicco, in prossimità del mare e a non molta distanza dalla Torre Bianca. Costruita nel 1966 e rinnovata nel 2005, è alta 76 metri.
La sua funzione negli anni sessanta era quella di trasmettere segnali per la televisione in bianco e nero, mentre negli anni settanta fu usata anche come antenna sperimentale di telefonia mobile in segnale VHF. Oggi oltre ad essere utilizzata dall'operatore di telefonia mobile Cosmote è un'attrazione turistica, grazie anche al ristorante girevole che si trova sulla sua sommità.